# کاراآگه

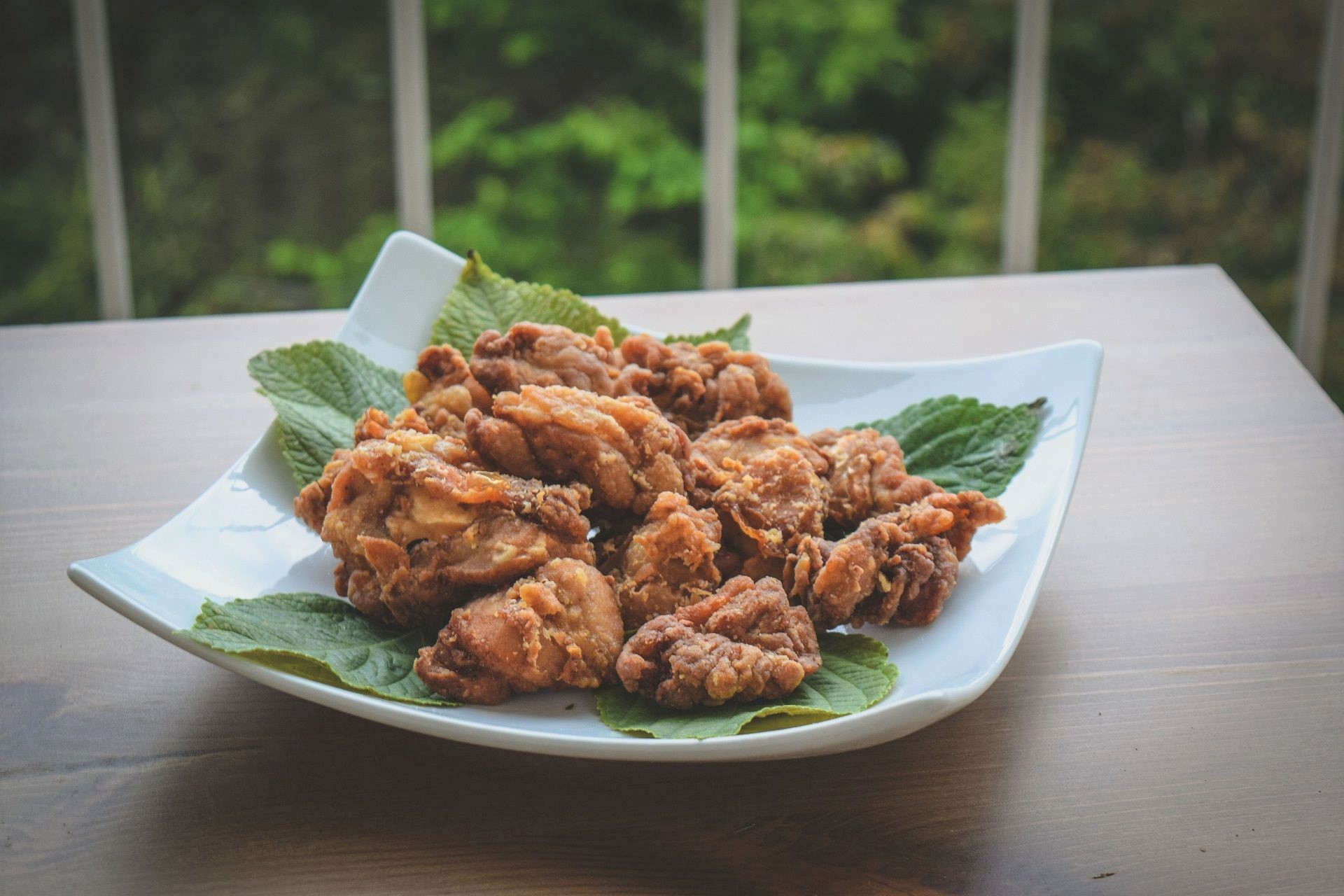
کاراآگه تهیه شده از گوشت مرغ

کاراآگه (به ژاپنی: Karaage یا 空揚げ یا から揚げ یا 唐揚げ) یکی از روش‌های آشپزی ژاپنی است. در این روش موادغذایی مختلف به‌خصوص گوشت مرغ ابتدا به وسیلهٔ موادی مانند سویا سس، زنجبیل، میرین مزه داده می‌شوند سپس با آرد گندم یا آرد سیب‌زمینی یا آرد مخصوص قابل فروش کاراآگه آغشته شده و در روغن فراوان روغن‌پزی می‌شوند. پس از پختن با چاشنی‌های مختلفی مانند سس سویا یا تاره صرف می‌شود.